# Phyllachora andropogonis
Phyllachora andropogonis är en svampart som beskrevs av P. Karst. & Har. 1890. Phyllachora andropogonis ingår i släktet Phyllachora och familjen Phyllachoraceae.   Inga underarter finns listade i Catalogue of Life.